# Delamar Ghost Town
Delamar Ghost Town (Opuszczone Miasto Delamar) – małe opuszczone miasto na wschodnim krańcu Nevady w Stanach Zjednoczonych. Niegdyś było świadkiem kwitnącej eksploatacji złota, lecz zostało zrujnowane przez proces wydobywania „na sucho” (bez wilgoci w wentylowanym powietrzu).

## Powstanie Delamar
W 1889 poszukiwacze John Ferguson i Joseph Sharp odkryli złoto niedaleko Monkeywrench Wash. Wkrótce powstał obóz górniczy na zachód od Monkeywrench, o nazwie Ferguson. W kwietniu 1894 kapitan Joseph Rafael De Lamar z Montany wykupił większość kopalni na tym obszarze i przemianował obóz Ferguson na Delamar. W tym samym roku zaczęto wydawać gazetę o nazwie Delamar Lode (Żyła Delamar) i otwarto budynek poczty. Wkrótce populacja osady wynosiła ponad 1500 osób. Wybudowano też szpital, operę, kościoły, szkołę, kilka zakładów i salonów. Większość budynków została wykonana z występującej tam skały.
Do roku 1896 zakład z Delamar przerabiał dziennie do 260 ton rudy. Wodę do obozu pompowano ze studni położonej w oddalonym o 18 km Meadow Valley Wash. Zapasy i materiały przebywały jeszcze dłuższą drogę – transportowane były przez góry przy użyciu mułów z węzła kolejowego w Milford w stanie Utah – 220 kilometrów od Delamar.

## Dagger Dust
Złoto w kopalniach Delamar było osadzone w kwarcycie. W procesie wydobywania złota z kwarcytu wydobywał się również w dużych ilościach pył zawierający cząsteczki podobnej do szkła skały. Ten niebezpieczny materiał (nazywany Dagger Dust) wywoływał pylicę płuc. Dagger Dust w krótkim czasie tworzył mikroskopijne dziury w pęcherzykach płuc. W ciągu kilku miesięcy ofiary umierały z uduszenia się z powodu okaleczeń podobnych do tych powodowanych przez rozedmę płuc. Z powodu występowania szkodliwego pyłu w pewnym momencie w Delamar żyło ok. 400 wdów (ang. widow), dlatego miasteczko zyskało przydomek The Widowmaker.
Na przełomie wieków produkcja złota uległa spowolnieniu, a do roku 1902 wielu mieszkańców przeniosło się już do nowego miasteczka – Tonopah w Nevadzie. Wkrótce potem Delamar całkowicie wymarło.

## Miasto obecnie
Wiele ruin stoi dalej w dobrych warunkach w regionie Wymarłego Miasta Delamar – budynki można łatwo zobaczyć z pobliskich wzgórz. Istnieją też dwa cmentarze. Obszar ten poprzecinany jest kopalniami i szybami kopalnianymi. Główny szyb został wysadzony w powietrze. Teren miasteczka Delamar nadal przemierzają dzikie konie.